# Mowa niezależna
Mowa niezależna (łac. oratio recta) – wszelkie przytoczenia wypowiedzi zawartych w warstwie narracyjnej postaci działających w ramach utworu literackiego na zasadzie expressis verbis. Można wyróżnić dwa podstawowe sposoby przytaczania mowy niezależnej:
- dialog, gdzie racje postaci zostają wzajemnie skonfrontowane,
- monolog, gdzie przedstawiona jest racja jednego z bohaterów, jego subiektywne odczucia czy dążenia.